# 긴꼬리쥐속
긴꼬리쥐속(Sicista)은 뛰는쥐과에 속하는 작은 사막 설치류이다. 털이 덮힌 긴꼬리 생쥐를 닮았으며, 뒷다리가 매우 길어 높이 도약할 수 있다. 꼬리 길이는 65-110mm, 몸무게는 6-14g로 매우 다양한 종이 속해 있다.

## 하위 종
13종을 포함하고 있다.
| - 아르메니아긴꼬리쥐 (S. armenica) - 북부긴꼬리쥐 (S. betulina) - 캅카스긴꼬리쥐 (S. caucasica) - 긴꼬리꼬마쥐 (S. caudata) - 중국긴꼬리쥐 (S. concolor) - 카츠벡긴꼬리쥐 (S. kazbegica) - 클루코긴꼬리쥐 (S. kluchorica) | - 알타이긴꼬리쥐 (S. napaea) - 회색긴꼬리쥐 (S. pseudonapaea) - 세베르초프긴꼬리쥐 (S. severtzovi) - 스트란드긴꼬리쥐 (S. strandi) - 남부긴꼬리쥐 (S. subtilis) - 톈산긴꼬리쥐 (S. tianshanica) |